# Staudamm Schlegeisspeicher
Staudamm Schlegeisspeicher är en dammbyggnad i Österrike.   Den ligger i distriktet Schwaz och förbundslandet Tyrolen, i den västra delen av landet, 400 km väster om huvudstaden Wien. Staudamm Schlegeisspeicher ligger 1 720 meter över havet.
Terrängen runt Staudamm Schlegeisspeicher är huvudsakligen bergig. Staudamm Schlegeisspeicher ligger nere i en dal. Runt Staudamm Schlegeisspeicher är det glesbefolkat, med 13 invånare per kvadratkilometer.. Närmaste större samhälle är Mayrhofen, 18,8 km nordost om Staudamm Schlegeisspeicher. 
Trakten runt Staudamm Schlegeisspeicher består i huvudsak av gräsmarker.